# Festival de la Cançó d'Eurovisió 1983
El XXVIII Festival de la Cançó d'Eurovisió es va celebrar el 23 d'abril de 1983 a Múnic, Alemanya Occidental, i va tenir com a guanyadora a la representant de Luxemburg, la francesa Corinne Hermès amb el tema "Si la vie est cadeau", d'Alain Garcia i Jean-Pierre Millers.
Aquesta era la primera vegada en vint-i-vuit anys d'existència del Festival en què la República Federal d'Alemanya, país cofundador del certamen, l'organitzava en qualitat de país guanyador de l'anterior edició, ja que Frankfurt del Main ja havia acollit l'edició de 1957.
La televisió estatal ARD va escollir com a seu de l'esdeveniment el recinte Rudi-Sedlmayer-Halle, en l'actualitat conegut com a Audi Domi. Es tractava d'un pavelló esportiu amb una capacitat màxima per a 7.200 espectadors, que havia estat inaugurat amb motiu dels Jocs Olímpics d'Estiu de 1972.
Vint països van acudir a la cita un any que va veure el retorn de França, Grècia i Itàlia. En canvi, Irlanda no va estar present per primera vegada des del seu debut en 1965, a causa d'una vaga dels treballadors de l'ens públic RTÉ i a la consegüent falta de pressupost.
L'escenari que l'organització va construir amb motiu de l'esdeveniment consistia en una plataforma semicircular a la qual s'hi accedia per unes escales laterals a un costat i a l'altre. L'orquestra va ser situada en primer pla, dins del fossat format per l'escenari. La part frontal del decorat la componien tres files de panells quadriculats composts per fileres de llums en horitzontal i en vertical, que s'encenien i apagaven en funció del tema en concurs.
Com a innovació tècnica, cal destacar la introducció de l'ús de micròfons sense fils.
La presentadora en aquesta ocasió va ser la ballarina i cantant Marlène Charell, qui va tenir la difícil tasca de conduir el programa, a més d'en anglès i en francès, en alemany, fet que li ocasionaria més d'un ensopec. Només en el temps de les votacions va cometre més de tretze equivocacions derivades de les dificultats amb l'ús reglamentari dels tres idiomes. Va ser precisament l'ocupació de tres llengües un dels factors que van motivar que el programa, que al principi havia de durar dues hores i quaranta-cinc minuts, acabés allargant-se fins a sobrepassar, per primera vegada, les tres hores de durada.
La retransmissió va donar començament amb unes imatges del país amfitrió i de la ciutat de Múnic amb acompanyament musical de l'orquestra, sota la direcció del mestre Dieter Reith. Una vegada a l'interior del Rudi-Sedlmayer-Halle, la presentadora va començar a cridar un a un els participants a l'escenari, segons l'ordre d'actuació. Posteriorment, va pronunciar el seu discurs de benvinguda en els tres idiomes protocol·laris i va donar pas al primer participant.
La presentació de cadascun dels concursants es va dur a terme d'una manera inusual. Davant la impossibilitat de poder realitzar filmacions com era tradició en Eurovisió, la televisió alemanya es va limitar a sobreimpressionar el nom del país participant en les tres llengües reglamentàries sobre una imatge del fons del decorat. Els comentaristes de les diferents televisions aprofitaven els quaranta-cinc segons que durava aquesta seqüència estàtica per fer les seves respectives presentacions. Passat aquest temps, la realització oferia un plànol de Marlène al costat d'un ram de flors amb els colors de la bandera del país corresponent, la confecció del qual algunes fonts (com el comentarista de la BBC) van atribuir a ella mateixa. La presentadora anunciava llavors el país, el títol de la cançó, així com el nom de l'artista, dels autors i del director d'orquestra; tot, en els tres idiomes preceptius. Es tractaria doncs de la presentació més rígida i cerimoniosa mai haguda en la història del certamen i que, contràriament a la idea present en l'imaginari col·lectiu, suposaria una excepció i no la norma.
Quant al número musical preparat per l'organització per amenitzar l'intermedi previ a les votacions, va tenir com a protagonista un quadre de ballarins, que sota el nom de Song Contest Ballett va executar una coreografia al compàs de melodies alemanyes mundialment conegudes, entre les quals es trobava "Strangers in the Night", composta per Bert Kaempfert. El número va concloure amb una breu aparició en escena de la presentadora com a integrant del quadre de ballarins, donant pas tot seguit al recompte de vots.
El nucli de l'equip tècnic del programa va estar format per Rainer Bertram (direcció), Christian Hayer i Günther Lebram (producció executiva), Hans Gailling i Marlies Frese (escenografia) i Dieter Reith (direcció musical). Per part de la UER, va actuar com a supervisor de l'organització Frank Naef, qui va fer també la funció d'escrutador durant el recompte de vots.

## Participants

Països participants.
Països que hi van participar al passat però no el 1983.

| #  | País i TV               | Intèrpret(s)                | Cançó                   | Traducció                  | Idioma     | Lloc | Punts |
| -- | ----------------------- | --------------------------- | ----------------------- | -------------------------- | ---------- | ---- | ----- |
| 01 | França A2F              | Guy Bonnet                  | Vivre                   | Viure                      | Francès    | 8    | 56    |
| 02 | Noruega NRK             | Jahn Teigen                 | Do Re Mi                | -                          | Noruec     | 10   | 53    |
| 03 | Regne Unit BBC          | Sweet Dreams                | I'm never giving up     | Mai no em rendiré          | Anglès     | 6    | 79    |
| 04 | Suècia SVT              | Carola Häggkvist            | Främling                | Estrany                    | Suec       | 3    | 126   |
| 05 | Itàlia RAI              | Riccardo Fogli              | Per Lucia               | Per a Llucia               | Italià     | 11   | 41    |
| 06 | Turquia TRT             | Çetin Alp & The Short Waves | Opera                   | Òpera                      | Turc       | 19   | 0     |
| 07 | Espanya TVE             | Remedios Amaya              | ¿Quién maneja mi barca? | Qui maneja la meva barca?  | Castellà   | 19   | 0     |
| 08 | Suïssa SSR SRG          | Mariella Farré              | Io così non ci sto      | Així no estic d'acord      | Italià     | 15   | 28    |
| 09 | Finlàndia YLE           | Ami Aspelund                | Fantasiaa               | Fantasia                   | Finès      | 12   | 41    |
| 10 | Grècia ERT              | Christie Stassinopoulou     | Mu les                  | Em parles                  | Grec       | 14   | 32    |
| 11 | Països Baixos NOS       | Bernadette                  | Sing me a song          | Canta'm una cançó          | Neerlandès | 7    | 66    |
| 12 | Iugoslàvia JRT          | Danijel                     | Džuli                   | Julie                      | Croat      | 4    | 125   |
| 13 | Xipre CyBC              | Stavros & Constantina       | I agapi akoma zi        | L'amor encara està viu     | Grec       | 16   | 26    |
| 14 | Alemanya Occidental ARD | Hoffmann & Hoffmann         | Rücksicht               | Consideració               | Alemany    | 5    | 94    |
| 15 | Dinamarca DR            | Gry Johansen                | Kloden drejer           | El planeta gira            | Danès      | 17   | 16    |
| 16 | Israel IBA              | Ofra Haza                   | Khai                    | Viva                       | Hebreu     | 2    | 136   |
| 17 | Portugal RTP            | Armando Gama                | Esta balada que te dou  | Aquesta balada que et dono | Portuguès  | 13   | 33    |
| 18 | Àustria ORF             | Westend                     | Hurricane               | Huracà                     | Alemany    | 9    | 53    |
| 19 | Bèlgica BRT             | Pas de Deux                 | Rendez-vous             | Cita                       | Neerlandès | 18   | 13    |
| 20 | Luxemburg CLT           | Corinne Hermès              | Si la vie est cadeau    | Si la vida és un regal     | Francès    | 1    | 142   |

## Resultats

### Sistema de votació
Cada país comptava amb un jurat nacional compost per onze persones d'edats compreses entre els 16 i els 60 anys. Cap d'elles podia tenir connexió professional alguna amb el món de la música, en un intent de reflectir el vot de l'espectador mitjà europeu. Cada membre puntuava totes i cadascuna de les cançons concursants - a excepció de la que representava al seu país - amb una qualificació d'1 i 5. El president o la presidenta del jurat recopilava i sumava aquestes qualificacions i, sota supervisió notarial, ordenava les deu cançons amb major nombre de vots, assignant 12 punts a la cançó més votada, 10 a la segona, 8 a la tercera, i així successivament fins a 1 punt a la desena amb major nombre de vots. D'aquesta manera, quedava conformada la votació definitiva que després la persona amb la funció de portaveu llegia públicament per via telefònica durant el temps de les votacions.
Tot i que el veredicte es basés en l'actuació en directe, el reglament recollia que els jurats havien de visionar amb antelació els videoclips de totes les cançons per familiaritzar-se amb els temes en concurs.

### Jurat espanyol
El jurat espanyol va estar presentat per Cristina García Ramos i els seus integrants van ser l'auxiliar administrativa María del Carmen Campos, l'economista Luis Fernando Reyes, l'hostessa Paloma Pérez, l'industrial Bautista Serra, l'estudiant María Rosario Cano, l'estudiant Marcial Pereira, la mestressa de casa Gloria Moro, l'actriu Virginia Mataix, el professor d'EGB Adelardo Cano, el taxista Antonio Hipólito Romero i l'atleta Antonio Prieto. Va actuar com a president Enrique Nicanor.

### Desenvolupament de les votacions
El jurat francès, primer a emetre el seu vot, va posicionar Luxemburg al capdavant, després de la qual cosa el tema amfitrió va passar a liderar la taula una vegada conclosa la votació del cinquè jurat. Des d'aleshores, el tema "Si la vie est cadeau" ostentaria en tot moment la primera posició. Amb aquesta victòria, Luxemburg va igualar les cinc que França tenia ja, així que es van convertir en els dos països amb millor palmarès fins a aquella data.
En la part baixa de la classificació, Turquia i Espanya no van arribar a estrenar el seu marcador. Aquesta va ser la primera edició, des de la implantació en 1975 del sistema de votació vigent, en què dos països van compartir l'últim lloc amb zero vots.

### Taula de vots
|                                     |               | Jurats     |        |        |         |         |        |           |        |               |            |       |                     |           |        |          |         |         |           |    |    |
| França                              | Noruega       | Regne Unit | Suècia | Itàlia | Turquia | Espanya | Suïssa | Finlàndia | Grècia | Països Baixos | Iugoslàvia | Xipre | Alemanya Occidental | Dinamarca | Israel | Portugal | Àustria | Bèlgica | Luxemburg |    |    |
| Participants                        | França        |            | 3      | 0      | 0       | 10      | 0      | 0         | 10     | 6             | 7          | 2     | 3                   | 4         | 4      | 0        | 1       | 3       | 0         | 0  | 3  |
| Participants                        | Noruega       | 0          |        | 5      | 3       | 0       | 6      | 0         | 0      | 0             | 0          | 8     | 0                   | 0         | 1      | 8        | 4       | 6       | 3         | 7  | 2  |
| Participants                        | Regne Unit    | 5          | 5      |        | 12      | 2       | 5      | 0         | 8      | 0             | 5          | 5     | 0                   | 6         | 3      | 5        | 0       | 2       | 10        | 0  | 6  |
| Participants                        | Suècia        | 6          | 12     | 8      |         | 8       | 7      | 2         | 5      | 10            | 10         | 3     | 1                   | 7         | 12     | 10       | 8       | 4       | 8         | 5  | 0  |
| Participants                        | Itàlia        | 7          | 0      | 0      | 2       |         | 4      | 3         | 0      | 1             | 2          | 0     | 8                   | 1         | 0      | 0        | 6       | 7       | 0         | 0  | 0  |
| Participants                        | Turquia       | 0          | 0      | 0      | 0       | 0       |        | 0         | 0      | 0             | 0          | 0     | 0                   | 0         | 0      | 0        | 0       | 0       | 0         | 0  | 0  |
| Participants                        | Espanya       | 0          | 0      | 0      | 0       | 0       | 0      |           | 0      | 0             | 0          | 0     | 0                   | 0         | 0      | 0        | 0       | 0       | 0         | 0  | 0  |
| Participants                        | Suïssa        | 0          | 1      | 0      | 0       | 7       | 0      | 1         |        | 0             | 0          | 0     | 7                   | 0         | 0      | 0        | 0       | 0       | 6         | 1  | 5  |
| Participants                        | Finlàndia     | 1          | 2      | 6      | 0       | 0       | 3      | 0         | 4      |               | 8          | 0     | 0                   | 0         | 7      | 0        | 7       | 0       | 2         | 0  | 1  |
| Participants                        | Grècia        | 3          | 0      | 0      | 0       | 0       | 0      | 12        | 0      | 5             |            | 0     | 0                   | 12        | 0      | 0        | 0       | 0       | 0         | 0  | 0  |
| Participants                        | Països Baixos | 2          | 7      | 1      | 6       | 4       | 2      | 0         | 12     | 3             | 0          |       | 5                   | 5         | 2      | 4        | 3       | 0       | 4         | 2  | 4  |
| Participants                        | Iugoslàvia    | 0          | 8      | 12     | 0       | 1       | 12     | 10        | 0      | 12            | 6          | 7     |                     | 8         | 6      | 12       | 10      | 0       | 1         | 12 | 8  |
| Participants                        | Xipre         | 0          | 4      | 0      | 0       | 0       | 0      | 0         | 1      | 0             | 0          | 0     | 6                   |           | 5      | 1        | 5       | 0       | 0         | 4  | 0  |
| Participants                        | Alemanya      | 10         | 10     | 7      | 8       | 6       | 0      | 0         | 2      | 4             | 1          | 10    | 0                   | 0         |        | 3        | 0       | 8       | 7         | 6  | 12 |
| Participants                        | Dinamarca     | 0          | 0      | 2      | 7       | 0       | 1      | 4         | 0      | 0             | 0          | 0     | 0                   | 2         | 0      |          | 0       | 0       | 0         | 0  | 0  |
| Participants                        | Israel        | 8          | 6      | 10     | 5       | 3       | 0      | 6         | 7      | 7             | 3          | 12    | 10                  | 0         | 10     | 7        |         | 10      | 12        | 10 | 10 |
| Participants                        | Portugal      | 4          | 0      | 0      | 1       | 0       | 0      | 5         | 6      | 2             | 0          | 6     | 2                   | 0         | 0      | 0        | 0       |         | 0         | 0  | 7  |
| Participants                        | Àustria       | 0          | 0      | 3      | 4       | 5       | 10     | 0         | 0      | 0             | 4          | 4     | 4                   | 3         | 0      | 6        | 2       | 5       |           | 3  | 0  |
| Participants                        | Bèlgica       | 0          | 0      | 4      | 0       | 0       | 0      | 8         | 0      | 0             | 0          | 0     | 0                   | 0         | 0      | 0        | 0       | 1       | 0         |    | 0  |
| Participants                        | Luxemburg     | 12         | 0      | 0      | 10      | 12      | 8      | 7         | 3      | 8             | 12         | 1     | 12                  | 10        | 8      | 2        | 12      | 12      | 5         | 8  |    |
| LA TAULA ESTÀ ORDENADA PER APARICIÓ |               |            |        |        |         |         |        |           |        |               |            |       |                     |           |        |          |         |         |           |    |    |

### Màximes puntuacions
Després de la votació, els països que van rebre 12 punts (màxima puntuació que podia atorgar el jurat) van ser:
| Núm. | A                   | De                                                   |
| ---- | ------------------- | ---------------------------------------------------- |
| 6    | Luxemburg           | França, Itàlia, Grècia, Iugoslàvia, Israel, Portugal |
| 5    | Iugoslàvia          | Regne Unit, Turquia, Finlàndia, Dinamarca, Bèlgica   |
| 2    | Grècia              | Espanya, Xipre                                       |
| 2    | Israel              | Països Baixos, Àustria                               |
| 2    | Suècia              | Noruega, Alemanya                                    |
| 1    | Alemanya Occidental | Luxemburg                                            |
| 1    | Països Baixos       | Suïssa                                               |
| 1    | Regne Unit          | Suècia                                               |

## Cançons d'Eurovisió en TVE
D'acord amb el reglament de la UER de l'època, les diferents televisions participants havien d'emetre els videoclips de les cançons en concurs amb anterioritat a la celebració del certamen. Aquell any, TVE va presentar els previs en tres tandes que van ser emeses en la Primera Cadena els dies 13, 14 i 15 d'abril al voltant de les cinc de la tarda.